# Bahnstrecke Asker–Brakerøya
| Lokalzug im Bahnhof Røyken |                                          |                                                     |                                                     |
| Streckenlänge: | 27 km                                    |                                                     |                                                     |
| Spurweite: | 1067 mm, ab 1922 1435 mm                 |                                                     |                                                     |
| Stromsystem: | 15 kV, 16,7 Hz ~                         |                                                     |                                                     |
| Maximale Neigung: | ø 11, max. bei km 34,588 bei Røyken 40 ‰ |                                                     |                                                     |
| |                                          |                                                     |                                                     |
| \| \| \| Drammenbanen und Askerbanen von Oslo S \| \| \| \| 23,83 \| Asker (1872) \| 104,6 moh. \| \| \| \| Drammenbanen (über Lieråsen tunnel, seit 1973) \| \| \| \| 25,59 \| Bondivatn (7. Juli 1952, vor Sept. 1959 Bondivann) \| Bondivatn (7. Juli 1952, vor Sept. 1959 Bondivann) \| \| \| 26,91 \| Gullhella (15. Juli 1937) \| Gullhella (15. Juli 1937) \| \| \| 29,34 \| Heggedal (2. März 1874) \| 99,2 moh. \| \| \| 30,96 \| Hallenskog (19. Februar 1933–2012) \| 100,9 moh. \| \| \| 33,79 \| Kjekstadbekken (42 m) \| Kjekstadbekken (42 m) \| \| \| 34,45 \| Røyken (7. Oktober 1872, Hp ab 1. Jan. 1993) \| 117,0 moh. \| \| \| 36,06 \| Åsåker (22. Dez. 1959–2012) \| Åsåker (22. Dez. 1959–2012) \| \| \| 36,12 \| Hegga (43 m) \| Hegga (43 m) \| \| \| 37,42 36,69 \| Spikkestad (3. Feb. 1885) \| 126 moh. \| \| \| \| Gamle Drammenbanen \| \| \| \| 38,00 \| Gullaugkleiva lasteplass, bei Enga (1973–1994) \| Gullaugkleiva lasteplass, bei Enga (1973–1994) \| \| \| \| Gleise bis hierher abgebaut \| \| \| \| \| Spikkestad I (213 m) \| \| \| \| \| Spikkestad II (36 m) \| \| \| \| 39,32 \| Gullaug (21. Nov. 1956–1973, Güterverkehr bis 1994) \| Gullaug (21. Nov. 1956–1973, Güterverkehr bis 1994) \| \| \| 40,46 \| Lieråsen krysningsspor (1954–1973) \| Lieråsen krysningsspor (1954–1973) \| \| \| \| Lieråsen tunnel \| \| \| \| 42,75 \| Reistad (1. Juli 1934–1973) \| Reistad (1. Juli 1934–1973) \| \| \| 45,46 \| Lierelva (30 m) \| Lierelva (30 m) \| \| \| \| Lierbanen (1904–1936) \| \| \| \| 45,62 \| Lier (7. Okt. 1872–1973) \| 22 moh. \| \| \| 47,94 \| Kjellstad (1. Mai 1916–1973) \| Kjellstad (1. Mai 1916–1973) \| \| \| \| Drammenbanen von Asker \| \| \| \| 50,10 \| Industriegebiet / Holzverladung \| Industriegebiet / Holzverladung \| \| \| 50,40 \| Schreinersporet / Anschluss ABB \| Schreinersporet / Anschluss ABB \| \| \| 50,76 \| Brakerøya \| 3,4 moh. \| \| \| \| Drammenbanen nach Drammen \| \| \| \| \| \| \| \| Quellen: [1][2] \| \| \| \| |                                          |                                                     |                                                     |
| Strecke |                                          | Drammenbanen und Askerbanen von Oslo S              | Drammenbanen und Askerbanen von Oslo S              |
| Bahnhof | 23,83                                    | Asker (1872)                                        | 104,6 moh.                                          |
| Abzweig geradeaus und nach rechts |                                          | Drammenbanen (über Lieråsen tunnel, seit 1973)      | Drammenbanen (über Lieråsen tunnel, seit 1973)      |
| Haltepunkt / Haltestelle | 25,59                                    | Bondivatn (7. Juli 1952, vor Sept. 1959 Bondivann)  | Bondivatn (7. Juli 1952, vor Sept. 1959 Bondivann)  |
| Haltepunkt / Haltestelle | 26,91                                    | Gullhella (15. Juli 1937)                           | Gullhella (15. Juli 1937)                           |
| Bahnhof | 29,34                                    | Heggedal (2. März 1874)                             | 99,2 moh.                                           |
| ehemaliger Haltepunkt / Haltestelle | 30,96                                    | Hallenskog (19. Februar 1933–2012)                  | 100,9 moh.                                          |
| Brücke über Wasserlauf | 33,79                                    | Kjekstadbekken (42 m)                               | Kjekstadbekken (42 m)                               |
| Haltepunkt / Haltestelle | 34,45                                    | Røyken (7. Oktober 1872, Hp ab 1. Jan. 1993)        | 117,0 moh.                                          |
| ehemaliger Haltepunkt / Haltestelle | 36,06                                    | Åsåker (22. Dez. 1959–2012)                         | Åsåker (22. Dez. 1959–2012)                         |
| Brücke über Wasserlauf | 36,12                                    | Hegga (43 m)                                        | Hegga (43 m)                                        |
| Kopfbahnhof Strecke ab hier außer Betrieb | 37,42 36,69                              | Spikkestad (3. Feb. 1885)                           | 126 moh.                                            |
| Strecke (außer Betrieb) |                                          | Gamle Drammenbanen                                  | Gamle Drammenbanen                                  |
| Blockstelle (Strecke außer Betrieb) | 38,00                                    | Gullaugkleiva lasteplass, bei Enga (1973–1994)      | Gullaugkleiva lasteplass, bei Enga (1973–1994)      |
| Grenze (Strecke außer Betrieb) |                                          | Gleise bis hierher abgebaut                         | Gleise bis hierher abgebaut                         |
| Tunnel (Strecke außer Betrieb) |                                          | Spikkestad I (213 m)                                | Spikkestad I (213 m)                                |
| Tunnel (Strecke außer Betrieb) |                                          | Spikkestad II (36 m)                                | Spikkestad II (36 m)                                |
| Haltepunkt / Haltestelle (Strecke außer Betrieb) | 39,32                                    | Gullaug (21. Nov. 1956–1973, Güterverkehr bis 1994) | Gullaug (21. Nov. 1956–1973, Güterverkehr bis 1994) |
| Dienststation / Betriebs- oder Güterbahnhof (Strecke außer Betrieb) | 40,46                                    | Lieråsen krysningsspor (1954–1973)                  | Lieråsen krysningsspor (1954–1973)                  |
| Kreuzung mit Tunnelstrecke (Strecke geradeaus außer Betrieb) |                                          | Lieråsen tunnel                                     | Lieråsen tunnel                                     |
| Haltepunkt / Haltestelle (Strecke außer Betrieb) | 42,75                                    | Reistad (1. Juli 1934–1973)                         | Reistad (1. Juli 1934–1973)                         |
| Brücke über Wasserlauf (Strecke außer Betrieb) | 45,46                                    | Lierelva (30 m)                                     | Lierelva (30 m)                                     |
| Abzweig geradeaus und von rechts (Strecke außer Betrieb) |                                          | Lierbanen (1904–1936)                               | Lierbanen (1904–1936)                               |
| Bahnhof (Strecke außer Betrieb) | 45,62                                    | Lier (7. Okt. 1872–1973)                            | 22 moh.                                             |
| Bahnhof (Strecke außer Betrieb) | 47,94                                    | Kjellstad (1. Mai 1916–1973)                        | Kjellstad (1. Mai 1916–1973)                        |
| Abzweig ehemals geradeaus und von links |                                          | Drammenbanen von Asker                              | Drammenbanen von Asker                              |
| Abzweig geradeaus und von links | 50,10                                    | Industriegebiet / Holzverladung                     | Industriegebiet / Holzverladung                     |
| Abzweig geradeaus und von links | 50,40                                    | Schreinersporet / Anschluss ABB                     | Schreinersporet / Anschluss ABB                     |
| Bahnhof | 50,76                                    | Brakerøya                                           | 3,4 moh.                                            |
| Strecke |                                          | Drammenbanen nach Drammen                           | Drammenbanen nach Drammen                           |
| |                                          |                                                     |                                                     |
| Quellen: |                                          |                                                     |                                                     |

Die Bahnstrecke Asker–Brakerøya (Spikkestadlinjen) ist eine 27 km lange eingleisige, elektrifizierte norwegische Bahnstrecke, die von Asker im Fylke Akershus nach Brakerøya, einem Stadtteil von Drammen im Fylke Buskerud, führt.

## Geschichte
Die Strecke ist Teil der Gamle Drammenbane (deutsch Alte Drammenbahn), die am 3. Juni 1872 mit der Spurweite von 1067 mm eröffnet wurde und von Oslo V nach Drammen über Lierbyen führte.
König Karl IV. (in Schweden Karl XV.) wollte die feierliche Eröffnung vornehmen, daher war am Bahnhof Røyken eine Königskrone mit den Initialen CXV sowie die Jahreszahl 1872 an einer Mauer neben der Station angebracht. Allerdings starb der König am 18. September 1872 und die Eröffnung wurde von Statsråd Nils Vogt durchgeführt.
Die Strecke selbst wurde als Schmalspurbahn mit der Spurweite 1067 mm errichtet und zwischen 1919 und 1922 durch eine dritte Schiene auf Normalspur erweitert. Dies geschah, damit ein Weiterbetrieb der Gesamtstrecke während der Umspurungsmaßnahmen möglich blieb. Im gleichen Zeitraum wurde die Strecke elektrifiziert. Dies wurde am 26. November 1922 abgeschlossen.
Die Nachbarbahnhöfe von Røyken waren ab 1885 die Haltestelle (norwegisch Holdeplass) Spikkestad, die ab 1911 zum Bahnhof aufgewertet wurde. Ein weiterer Haltepunkt wurde 1933 in Hallenskog errichtet.
Als 1973 der Lieråsen tunnel an der Drammenbane eröffnet wurde, wurde der gesamte Fern- und Güterverkehr nach Drammen auf die neue und kürzere Bahnstrecke verlegt. Der neue Tunnel verkürzt die Fahrzeit zwischen Oslo und Drammen um 45 Minuten. Der letzte Zug zwischen Spikkestad und Brakerøya verkehrte am 2. Juni 1973.
Die alte Strecke wurde zwischen Asker und Gullaug unter dem Namen Spikkestadlinjen beibehalten. Bis 1994 war Gullaug Endpunkt der Strecke, dann wurde der Güterverkehr stillgelegt und die Strecke bis zum Bahnhof Spikkestad verkürzt. Ab hier verkehrt die Nahverkehrslinie L1 der Norges Statsbaner zwischen Spikkestad und Lillestrøm.
2012 wurden die Haltepunkte Hallenskog und Åsåker wegen zu geringer Frequenz geschlossen, Spikkestad wurde nach den entsprechenden Sicherheitsrichtlinien umgebaut.

## Bilder

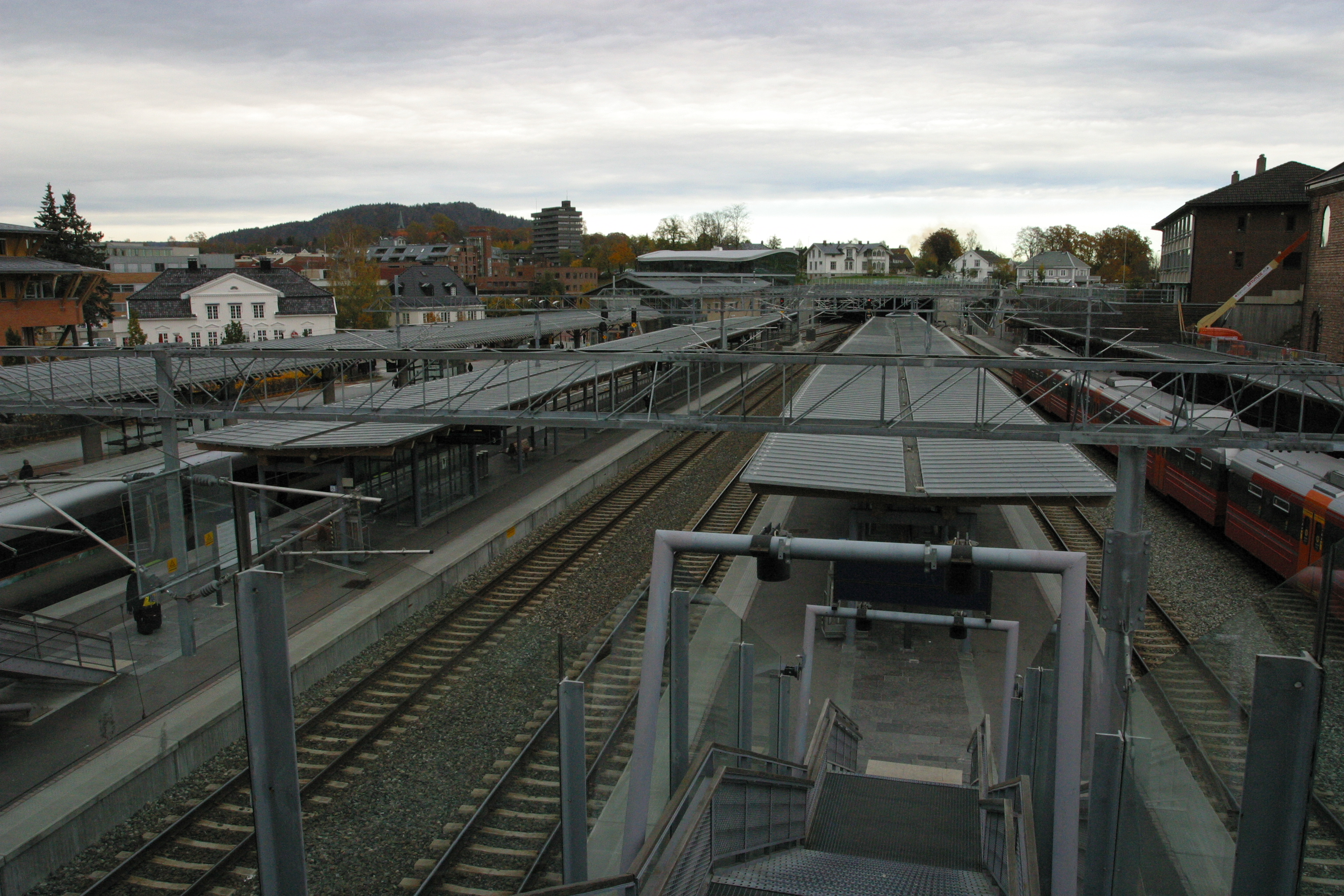
Bahnhof Asker
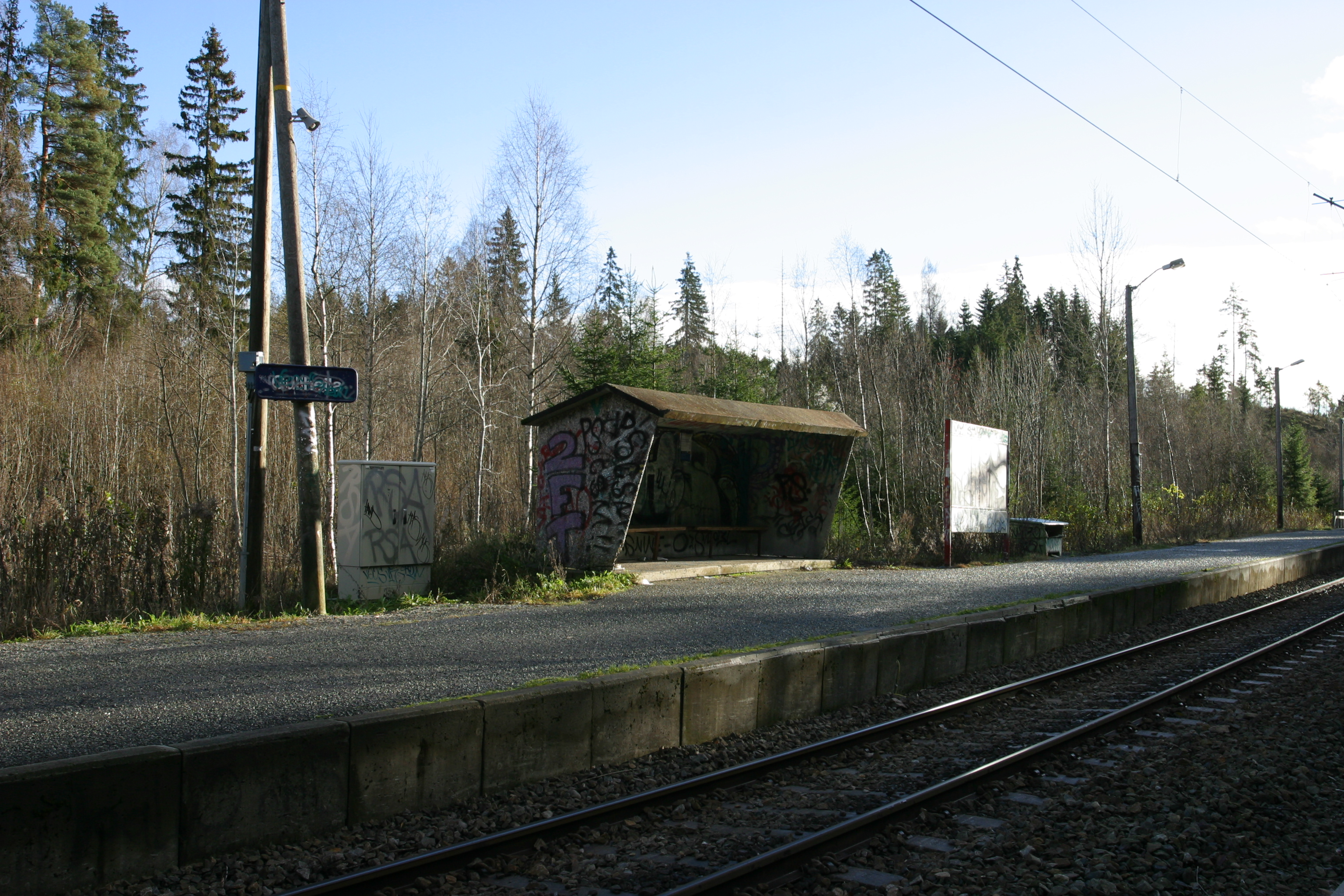
Haltepunkt Gullhella
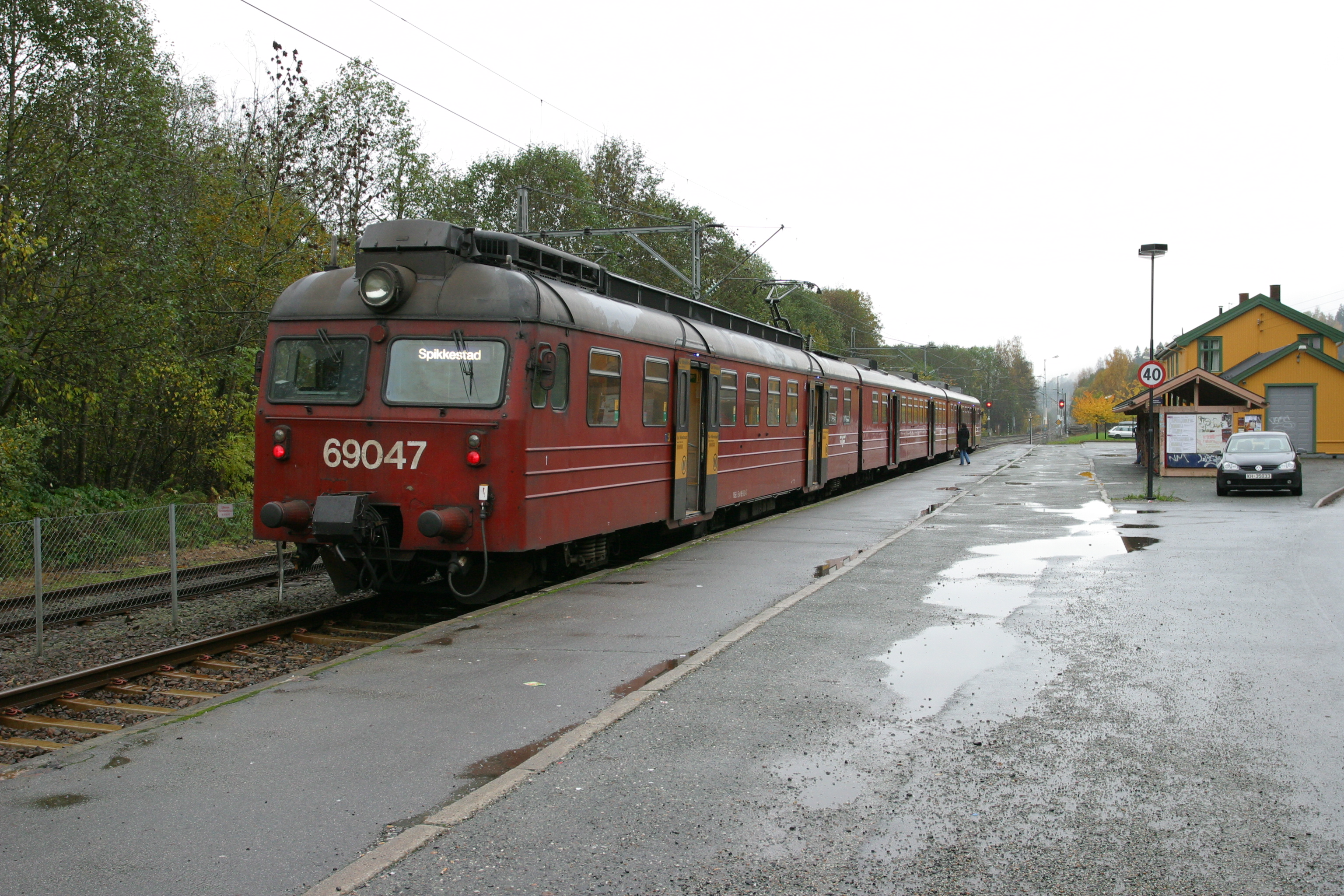
Bahnhof Heggedal mit 69.047